# Leaving Backstage
Leaving Backstage is het zesde muziekalbum van de Duitse muziekgroep Sylvan. Het is hun eerste livealbum. Het concert werd gegeven in de Kampnagel in Hamburg op 1 september 2007. Het album werd uitgegeven in verband met het tienjarig bestaan van de band.

## Musici
- Marco Glühmann – zang
- Jan Petersen – gitaar
- Sebastian Harnack – basgitaar
- Volker Söhl – toetsen
- Matthias Harder – slagwerk

Aangevuld met
- Guido Bungenstock – gitaar
- Stefanie Richter – cello
- Stephanie Hundertmark, Petra Schechter en Miriam Schell – zang

Er verscheen van het concert ook een Dvd-versie met de titel Posthumus Silence-Live.

## Composities
Allen van de band zelf

### Cd 1
1. Eternity Ends (2:54)
2. Bequest of Tears (3:05)
3. In Chains (8:55)
4. Bitter Symphony (1:25)
5. Pane of Truth (9:14)
6. No Earthly Reason (1:54)
7. Forgotten Virtue (7:06)
8. The Colors Changed (6:48)
9. A Sad Sympathy (1:42)
10. Questions (6:58)
11. Answer to Life (6:09)
12. Message from the Past (2:58)
13. The Last Embrace (3:29)
14. A Kind of Eden (4:48)
15. Posthumous Silence (5:38)

### Cd 2
1. Lost (7:32)
2. That's Why It Hurts (7:10)
3. So Easy (8:19)
4. Encounters (4;13)
5. One Step Beyond (7:46)
6. This World Is Not for Me (7:31)
7. Deep Inside (9:18)
8. When the Leaves Fall Down (5:10)
9. Artificial Paradise (18:54)